# Stephen Coonts
Stephen Coonts (* 19. Juli 1946) ist ein US-amerikanischer Schriftsteller.

## Leben
Stephen Coonts wuchs in einem Bergbaudorf in West Virginia auf und beendete 1968 erfolgreich das Studium der Politikwissenschaft an der Universität von West Virginia. Er trat im Jahr darauf in die Navy ein und wurde zum Piloten ausgebildet. Während des Vietnamkrieges war er auf der Enterprise und flog von 1971 bis 1973 das Angriffsflugzeug A-6 Intruder. Danach war er bis 1977 unter anderem Fluglehrer für die A-6 auf der Nimitz.
Nach seiner ehrenvollen Entlassung aus der Navy im Jahre 1977 arbeitete er zuerst kurzzeitig als Taxifahrer und Polizist. Er begann ein Studium der Rechtswissenschaften, das er 1979 abschloss. Er arbeitete schließlich als Rechtsberater für verschiedene Ölfirmen und Gasunternehmen. Nebenbei begann er zu schreiben.
Er veröffentlichte zuerst eine Reihe von Kurzgeschichten, bevor er seinen ersten Roman „Flight of the Intruder“ schrieb, der zum Teil auf seine Erfahrungen während des Vietnamkrieges beruht. Der Roman wurde ein Bestseller und initiierte Coonts Karriere als Romanschriftsteller.
Er nutzte den Protagonisten seines ersten Buches, Jake Grafton, für weitere Abenteuerromane, die sich hauptsächlich mit der Militärluftfahrt beschäftigen. Er schrieb auch weitere Romanserien und Einzelwerke.
Siebzehn seiner zwanzig Romane waren New York Times Bestseller.
1991 wurde sein erster Roman „Flight of the Intruder“ (dt. Titel: Flug durch die Hölle) unter der Regie von John Milius mit Danny Glover, Willem Dafoe und Brad Johnson verfilmt.
Stephen Coonts heiratete 1995 Deborah Buell. Die beiden haben einen Sohn und wohnen in Las Vegas, Nevada.

## Werke
Jake Grafton-Reihe
- Flight of the Intruder (1986) dt. Flug durch die Hölle
- Final Flight (1986) dt. Die Stunde der Jäger
- The Minotaur (1989) dt. Der Minotaur
- Under Siege (1990) dt. Angriff bei Nacht
- The Red Horseman (1993)
- The Intruders (1994)
- Cuba (1998) dt. Fluchtpunkt Havanna
- Hong Kong (2000) dt. Fluchtpunkt Hongkong
- America (2001) dt. Jagt die America
- Liberty (2003) dt. Fluchtpunkt New York
- Liars and Thieves (2004) (In Großbritannien unter dem Titel Wages of Sin veröffentlicht, dt. Eingeschleust)
- The Traitor (2006) dt. Gottes Finger
- Assassin (2008) dt. Strike Force

In Liars and Thieves und The Traitor spielt Jake Grafton jedoch nur eine Nebenrolle. Der Protagonist, Tommy Carmellini, spielte auch in früheren Romanen der Grafton-Reihe eine wichtige Rolle. Dazu gehören Cuba, Hong Kong, America, und Liberty.
Saucer-Reihe
- Saucer (2002)
- The Conquest (2004)
- Saucer: Savage Planet (2014)

Deep Black-Reihe
(zusammen mit Jim DeFelice)
- Deep Black (2003)
- Biowar (2004)
- Dark Zone (2004)
- Payback (2005)
- Jihad (2007)

Weitere Romane
- The Cannibal Queen (1992)
- Fortunes of War (1998) dt. Nachteis
- The 17th Day (1999) (Sammlung von Kurzgeschichten)